# Huile de Lorenzo

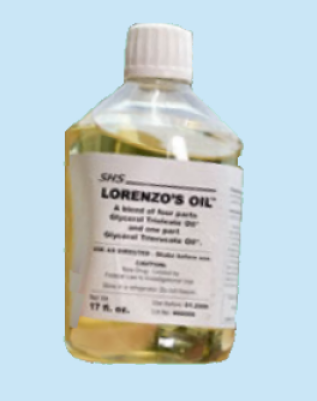

Pour les articles homonymes, voir Lorenzo.
L'huile de Lorenzo est un mélange 4:1 d'acides oléique et érucique utilisé comme traitement préventif de l'adrénoleucodystrophie. Ce mélange d'acides gras à courte chaîne réduit les taux d'acides gras à très longues chaînes (VLCFA) qui provoquent l'adrénoleucodystrophie. Il agit ainsi par inhibition compétitive de l'enzyme qui forme les VLCFAs.
Bien qu'utile pour retarder ou, dans certains cas, éliminer l'apparition des symptômes de la maladie, les preuves cliniques prouvant l'importance de l'huile de Lorenzo comme contre-mesure contre la progression de l'adrénoleucodystrophie n'ont pas encore été établies. L'huile prévient cependant l'apparition de la maladie chez la moitié des garçons asymptomatiques.
Le film Lorenzo, sorti en 1992, raconte comment les parents d'un malade ont créé cette huile.